# Stefan MÅS Persson

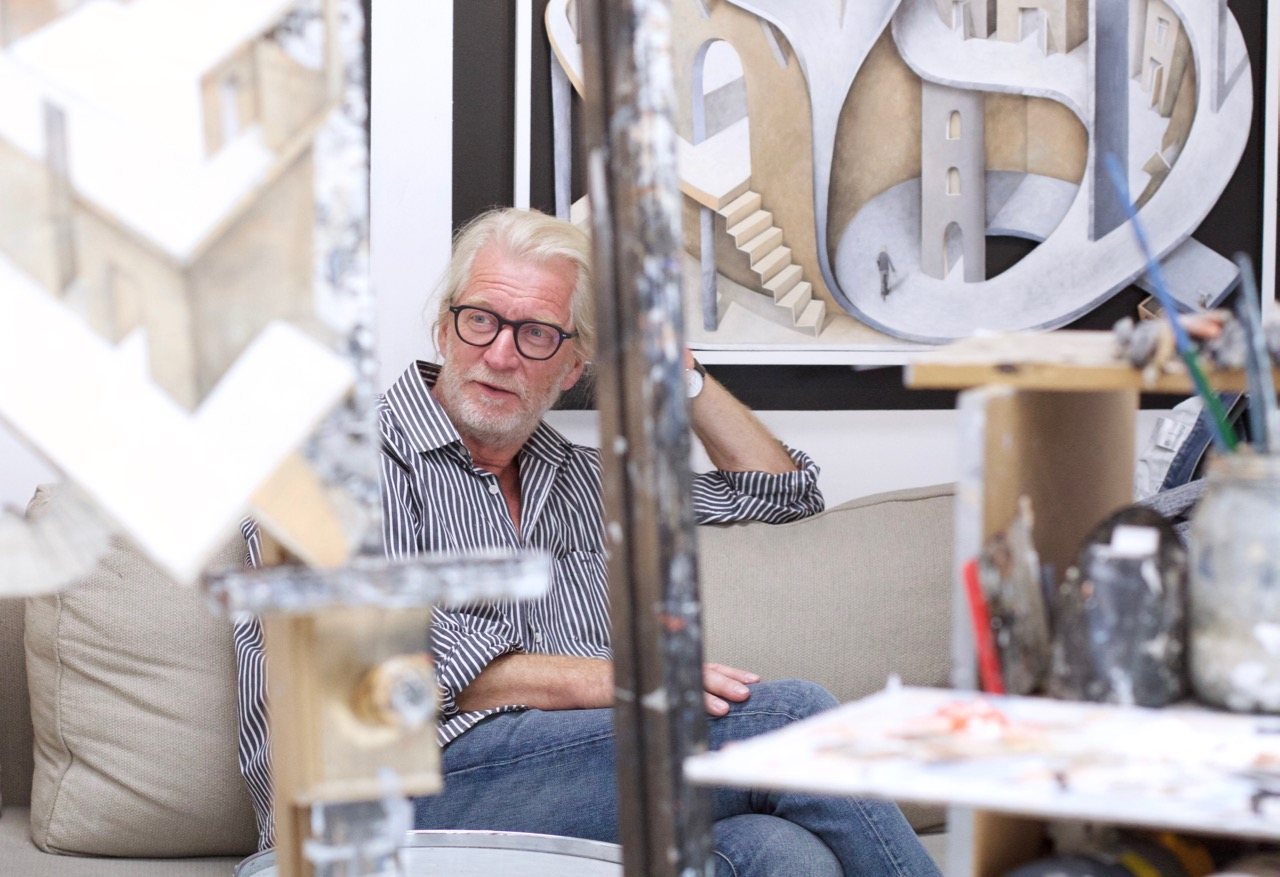
Stefan MÅS Persson i sin ateljé i Halmstad. Augusti, 2017.

Stefan (MÅS) Persson född 1957 i Malmö, är en svensk målare bosatt i Halmstad. Han har haft 80-tal separatutställningar, både i Sverige och internationellt samt deltagit i över 60 mässor över hela världen. Under de senaste tio åren har Stefan MÅS Persson ställt ut ett tiotal gånger i Paris. Under 2017 har han ställt ut sin konst på konstmässor i Belgien, Sydkorea, England och Kina.
Stefan MÅS Persson är representerad på Eskilstuna konstmuseum, Uppsala konstmuseum och Halmstads konstmuseum.